# Тембријета (Терамо)
Тембријета (итал. Tembrietta) је насеље у Италији у округу Терамо, региону Абруцо.
Према процени из 2011. у насељу је живело 72 становника. Насеље се налази на надморској висини од 356 м.